# Salmo dentex
Salmo dentex és una espècie de peix de la família dels salmònids i de l'ordre dels salmoniformes.

## Hàbitat
Viu en zones d'aigües dolces.

## Distribució geogràfica
Es troba a Europa: Croàcia, Bòsnia i Hercegovina, Montenegro, Albània, Grècia, Kosovo i Macedònia del Nord.

## Estat de conservació
Està amenaçada d'extinció a causa de la destrucció del seu hàbitat i la contaminació.